# Nadir Dendoune
Nadir Dendoune, né le 7 octobre 1972 à Saint-Denis, est un journaliste, écrivain et réalisateur australo-franco-algérien. Il est l'auteur d’Un tocard sur le toit du monde (2010), adapté au cinéma sous le titre L'Ascension porté par l'acteur Ahmed Sylla.

## Biographie
Nadir Dendoune nait en Seine-Saint-Denis en 1972 de parents algériens. Son père, Mohand Dendoune originaire de Kabylie en Algérie, arrive en France métropolitaine en 1950, et s'y installe définitivement en 1959 avec son épouse Messaouda et leurs deux premières filles. À L'Île-Saint-Denis (Seine-Saint-Denis), la famille vit d'abord dans un bidonville, avant de déménager dans un logement social de la cité Maurice-Thorez en 1968. 
Entre 2004 et 2007, il est journaliste pigiste au Parisien. De 2006 à 2012, il travaille en tant que reporter d'images à France 3, et pigiste à M6 entre 2009 et 2010.  
Le 25 mai 2008, sans aucune expérience en alpinisme, il atteint le sommet de l'Everest, devenant par la même occasion le premier Franco-Algérien, et le premier Maghrébin, à atteindre le toit du monde. Il raconte son périple dans un livre qui est adapté au cinéma par Ludovic Bernard en 2017, L'Ascension, avec Ahmed Sylla jouant son rôle.
Dans un livre autobiographique, Nos rêves de pauvres (2017), il met au centre de son récit ses parents à qui il rend hommage. C'est une photo de son père ajustant sa cravate, prise par Jérôme Bonnet, -photo qui a remporté en 2010 le 3e prix du World Press Photo, qui est utilisée en couverture. D'ailleurs, une fresque de l'artiste Vince, représentant Mohand Dendoune avec l'inscription Chibani (« vieillard », en arabe maghrébin), est visible sur une façade porte de Châtillon, à Malakoff.
En 2018, il réalise le documentaire Des figues en avril pour rendre hommage à sa mère, Messaouda Dendoune, octogénaire discrète en exil, qui apprend à vivre seule depuis que son mari, malade (décédé en 2019), a été placé dans une maison médicalisée. Le titre du documentaire fait référence à la surprise de sa mère de voir les figues pousser en avril en Australie. Ce film connait un succès en salles, avec un fort enthousiasme du public. Après avoir vu ce documentaire, Maïwenn proposera à Messaouda Dendoune de jouer dans son film ADN (2020).
Depuis 2019, en compagnie d'éducateurs de la PJJ (Protection judiciaire de la jeunesse), il emmène des jeunes hommes « en conflit avec la loi » randonner en montagne. De cette première expérience dans les Alpes, est né un documentaire Petits Pas, réalisé par Nadir Dendoune.

## Engagements

### SIDA
En juillet 1993, il s'envole pour l'Australie afin d'effectuer un périple à bicyclette de trois mois, long de 3 000 kilomètres. Séduit par le pays, il retourne à Sydney l'année suivante. Il y reste jusqu'en 2001 et y obtient la nationalité australienne. En septembre de la même année, il repart sur les routes pour un tour du monde à vélo contre le SIDA, en solo, parrainé par la Croix-Rouge australienne.

### Pacifisme
Nadir Dendoune revendique ses combats pacifistes. En mars 2003, il s'envole pour Bagdad, où il est bouclier humain pour dénoncer la guerre d'Irak voulue par les États-Unis. En janvier 2013, en reportage en Irak où il était accrédité par Le Monde diplomatique, il est arrêté et conduit à la prison centrale de Bagdad par les autorités irakiennes, tandis qu'il prenait en photo une usine de traitement d'eau à Dora (sud de Bagdad). En possession d'un visa de presse, il effectuait des reportages pour Le Monde diplomatique ainsi que des chroniques pour le site Internet du Courrier de l’Atlas. Il est libéré le 14 février 2013, après 23 jours de détention.
Il milite pour les droits du peuple palestinien et souhaite combattre les amalgames entre la politique israélienne et les juifs. En 2004, dans le sillage de la Seconde Intifada, et en qualité d'éducateur dans la maison de quartier de sa ville d'origine de l'Ile-Saint-Denis, il organise des rencontres entre jeunes juifs et jeunes musulmans français. Le 24 septembre 2012, il est invité à l'émission Le Grand Journal de Canal+ consacré à la disparition récente d'alpinistes en Himalaya. Il y porte un t-shirt sur lequel est inscrit « Palestine » ainsi qu'une inscription en arabe. Selon lui, il aurait été victime d'une censure par la chaîne de télévision. Le rédacteur en chef de l'émission Nicolas Escoulan contestera cette version.

### Journée sans immigrés
En 2010, il est l'un des trois organisateurs de la « Journée sans immigrés », qui invite toute personne se sentant une « histoire commune avec l’histoire migratoire du pays » à cesser de travailler et de consommer, le but étant de lutter contre la xénophobie.

## Publications
- Journal de guerre d'un pacifiste, Cfd, 2005  (ISBN 2950932762)
- Lettre ouverte à un fils d'immigré, Danger Public, 2007  (ISBN 235123135X)
- Un tocard sur le toit du monde, JC Lattès, 2010  (ISBN 9782709634373)
- Nos rêves de pauvres, JC Lattès, 2017  (ISBN 9782709643870)

## Filmographie
- 2010 : Palestine
- 2016 : L'Affaire Salah Hamouri
- 2018 : Des figues en Avril
- 2021 : Petits Pas